# Иван Карадочев (литератор)
Вижте пояснителната страница за други значения на Иван Карадочев.
Иван Карадочев е български литературен критик.

## Биография
Роден е на 15 февруари 1951 г. в Троян. Получил е фамилията си от своя прапрадядо, бежанец от Македония, доста мургав (кара – черен на турски език). Цочо – бащата на Иван, бяга от България през 1955 г. След пет години се завръща и се предава доброволно на властите. Осъден е на смърт. Като неблагонадежден за комунистическите власти Иван Карадочев отбива военната си служба в трудови войски. През 1972 г. е приет да следва българска филология във Висшия педагогически институт в Шумен.
След дипломирането си Карадочев е учител в селата Развигорово (община Хитрино) и Златар (община Велики Преслав). След това работи в Окръжния съвет по култура като методист. От 1986 до 1988 г. Иван Карадочев работи в редакцията на сп. „Пламък“ в София.
През 80-те години той написва над 800 литературно-критически и литературно-исторически студии за литературни творби, сред които анализи за творчеството на Ивайло Петров, Тончо Жечев, Йордан Радичков, Евгени Кузманов и др.
През 1986 г. е приет за член на Съюза на българските писатели.
През 1988 . участва в създаването на Клуба за подкрепа на гласността и преустройството. През 1989-90 г. той е един от основателите на СДС в Шумен. В периода от 28 август 1990 година до 10 октомври 1991 г. е зам.-кмет по култура в Шумен до провеждане на първите в страната демократични избори. По-късно се оттегля от политиката.
Председател на Сдружение „Клуб култура за Шумен“.
Дългогодишен член е на журито на Националния студентски литературен конкурс „Боян Пенев“. Един от учредителите на националната награда „Иван Пейчев“ и член на журито през 2009 г., 2013 г., 2017 г. и 2019 г.
Умира в съня си на 2 декември 2021 г.
За него е направен документален филм със заглавие „Мъдрецът и прошката“.